# NAIA Division I 1999 (pallavolo maschile)
La NAIA Division I 1999 si è svolta dal 9 al 10 aprile 1999: al torneo hanno partecipato 4 squadre di pallavolo universitarie e la vittoria finale è andata per la prima volta alla California Baptist University.

## Squadre partecipanti
- California Baptist
- Columbia College
- Marycrest International
- William Woods

## Final Four
|  | Semifinali              | Semifinali              | Semifinali       |                  |                    | Finale             | Finale | Finale |  |
|  |                         |                         |                  |                  |                    |                    |        |        |  |
|  | California Baptist      | California Baptist      | 3                |                  |                    |                    |        |        |  |
|  | California Baptist      | California Baptist      | 3                |                  |                    |                    |        |        |  |
|  | William Woods           | William Woods           | 0                |                  |                    |                    |        |        |  |
|  | William Woods           | William Woods           | 0                |                  | California Baptist | California Baptist | 3      |        |  |
|  |                         |                         |                  |                  | California Baptist | California Baptist | 3      |        |  |
|  |                         |                         | Columbia College | Columbia College | 2                  |                    |        |        |  |
|  | Columbia College        | Columbia College        | Columbia College | Columbia College | 2                  | 3                  |        |        |  |
|  | Columbia College        | Columbia College        |                  |                  |                    |                    |        |        |  |
|  | Marycrest International | Marycrest International | 0                |                  |                    |                    |        |        |  |

### Semifinali
| 9 aprile 1999 -, Davenport | California Baptist | 3 - 0 | William Woods           |  |
| 9 aprile 1999 -, Davenport | Columbia College   | 3 - 0 | Marycrest International |  |

### Finale
| 10 aprile 1999 -, Davenport | California Baptist | 3 - 2 | Columbia College |  |

## Premi individuali
| Premio              | Giocatore     | Squadra            |
| ------------------- | ------------- | ------------------ |
| MVP                 | ?             | ?                  |
| All-Tournament Team | Mark Pozsgai  | California Baptist |
| All-Tournament Team | Mikko Sivonen | California Baptist |
| All-Tournament Team | ?             | ?                  |
| All-Tournament Team | ?             | ?                  |
| All-Tournament Team | ?             | ?                  |
| All-Tournament Team | ?             | ?                  |